# أولاد حمزة (أولاد سليمان)
أولاد حمزة هو دُوَّار يقع بجماعة دار أولاد زيدوح، إقليم الفقيه بن صالح، جهة بني ملال خنيفرة في المملكة المغربية. ينتمي الدوّار لمشيخة أولاد سليمان التي تضم 3 دواوير. يقدر عدد سكانه بـ 1851 نسمة حسب الإحصاء الرسمي للسكان والسكنى لسنة 2004.

## روابط خارجية
- البوابة الوطنية للجماعات الترابية
- المندوبية السامية للتخطيط